# Ordem de Pio IX
A Ordem de Pio IX (em italiano: Ordine di Pio IX), também designada por Ordem Pia ou Ordem Piana (em italiano: Ordine Piano), é uma Ordem de cavalaria papal criada em 17 de Junho de 1847 pelo Papa Pio IX, pelo breve apostólico Romanis Pontificibus, em comemoração do primeiro aniversário do seu pontificado. O lema da Ordem é VIRTUTI ET MERITO (Virtude e Mérito). Actualmente (2011), é na precedência protocolar a primeira Ordem de Cavalaria atribuída pela Santa Sé apostólica.
A Ordem é composta por cinco classes:
- Cavaleiro de Colar ou Dama de Colar: usam uma tiara papal e duas pombas e, no peito, um largo emblema. É a mais alta condecoração papal em actividade, sendo reservada a chefes de estado.
- Cavaleiro de Grã-Cruz ou Dama de Grã-Cruz: usam uma larga faixa azul-escura, bordada com extensões vermelhas em forma de sautor, desde o ombro esquerdo ao lado direito, onde a estrela da ordem era suspensa por uma roseta, e no peito um emblema em forma de diamante. É atribuída a embaixadores da Santa Sé.
- Comendador com Placa ou Comendadora com Placa: para além da estrela, usam um emblema de tamanho inferior ao dos Cavaleiros da Grande Fita.
- Comendador ou Comendadora: usam a condecoração ao pescoço.
- Cavaleiro ou Dama: usam a estrela do lado esquerdo do peito.

A condecoração é uma estrela de oito pontas feito de azul-esmalte), e os espaços entre os raios cheios de chamas de ouro. No medalhão branco central, está o nome do fundador da Ordem, rodeado pelas palavras gravadas Virtuti et Merito. O reverso é em tudo idêntico à excepção das palavras Anno 1847 em substituição de Pio IX.

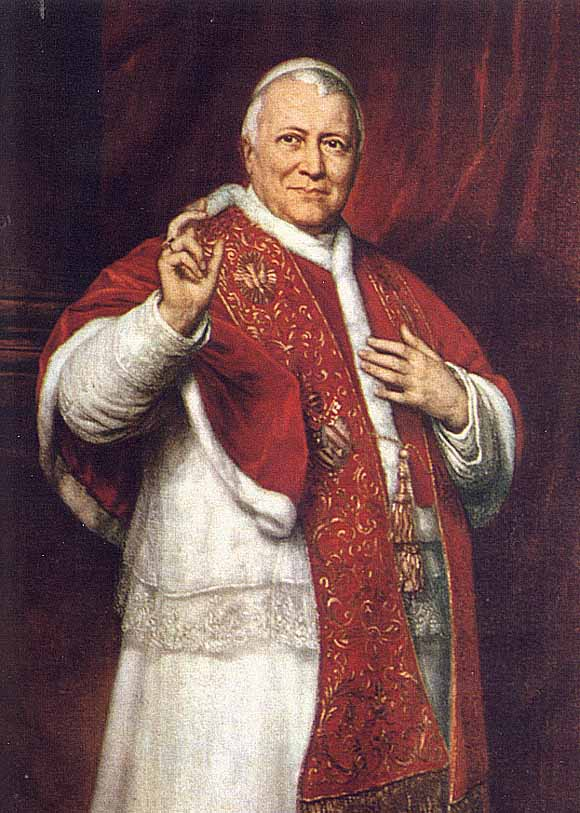
Papa Pio IX